# David Archuleta
David James Archuleta (narozen 28. prosince 1990) je americký zpěvák. V květnu 2008 skončil v 7.sezoně Pop Idol na druhém místě, když obdržel 44 procent z více než 97 milionu hlasů.
Jeho první singl Crush vyšel v srpnu 2008 a 11. listopadu 2008 vyšlo jeho první debutové album s názvem David Archuleta.